# New South Wales Cup
La  New South Wales Cup (anciennement la NSWRL Premier League) est une compétition de rugby à XIII, jouée en Nouvelle-Galles du Sud. Elle est régie par la NSWRL et la National Rugby League. Ce championnat comprend 13 équipes qui sont toutes des réserves de clubs de National Rugby League, faisant donc office de deuxième division régionale au même titre que la Queensland Cup dans l'état voisin. Malgré son nom, la New South Wales Cup accueille une équipe de Nouvelle-Zélande, une équipe de la Capitale australienne (qui est souvent rattachée à la Nouvelle-Galles du Sud en matière sportive)  et a accueilli pendant la saison 2010 une équipe de l’État de Victoria.

## Les équipes
En 2018, 12 équipes disputent ce championnat :
- Blacktown Workers  (réserve des Manly-Warringah Sea Eagles)
- Canterbury-Bankstown Bulldogs (réserve des Canterbury Bulldogs)
- Mount Pritchard Mounties (réserve des Canberra Raiders)
- Newcastle Knights (réserve des Newcastle Knights)
- Newtown Jets (réserve des Cronulla Sharks)
- New Zealand Warriors (réserve des New Zealand Warriors)
- South Sydney Rabbitohs (réserve des South Sydney Rabbitohs)
- Penrith Panthers (réserve des Penrith Panthers)
- St. George Illawarra Dragons (réserve des St. George Illawarra Dragons)
- Wentworthville Magpies (réserve des Parramatta Eels)
- Western Suburbs Magpies (réserve des Wests Tigers)
- North Sydney Bears (réserve des South Sydney Rabbitohs)

## Histoire
De 1908 à 1996, cette compétition est connue sous le nom de Reserve Grade et est composée exclusivement des équipes réserves des clubs jouant la NSWRL Premiership, tous basés à Sydney et dans sa banlieue (à exception d'un club basé à Newcastle pendant les deux premières saisons). En 1982, les niveaux premier et réserve commencent une expansion en dehors de leur région traditionnelle en admettant un club de la Capitale australienne, les Canberra Raiders, et un autre basé dans la région d'Illawarra, au sud de Sydney. En 1988, Newcastle fait son retour. Avec la guerre de la Super League en 1997, le championnat sera renommé President Cup et continuera son rôle de ligue réserve, cette fois pour les clubs de la NRL (sauf ceux du Queensland qui utiliseront plutôt la Queensland Cup).
À partir de 2000, les dirigeants du rugby à XIII australien rationalisent la NRL. 6 clubs de Sydney fusionnent pour en devenir 3 (Saint-George Dragons et Illawarra Steelers; North Sydney Bears et Manly Sea Eagles; Balmain Tigers et Western Suburbs Magpies). Ces derniers pourront encore jouer sous leurs couleurs d'origine dans ce qui s'appellera First Division que rejoindra également les Newtown Jets, un ancien club éjecté de la NSWRL Premiership en 1983. Pour la première fois depuis 1908, certains clubs réserves portent donc un nom différent du club auquel ils sont affiliés et vont même parfois être basés et jouer leurs matchs dans un stade différent de celui du club supérieur. Cela marque le début d’une phase d’émancipation de la ligue par rapport à la NRL. Le championnat change son nom en 2003 et devient la NSWRL Premier League, nom qu’il gardera pendant cinq ans avant de prendre son nom actuel en 2008.
En 2007, la ligue accueille une équipe de la Nouvelle-Zélande qui devient l'équipe réserve des Warriors et l’équipe réserve des Raiders est dissoute. En 2008, une équipe de la Central Coast entre pour la première fois dans la compétition. Supportée par le Melbourne Storm, elle jouera le rôle de réserve pour ce club. La même année, un club de Windsor rejoint également la ligue après une entente avec les Penrith Panthers et les Wentworthville Magpies concluent le même type d'accord avec les Parramatta Eels. D'autres nouvelles équipes seront admises mais ne survivront pas deux ans. Un exemple est celui du Melbourne Storm qui décide en 2010 de faire jouer ses réserves dans une équipe basée à Melbourne et portant son nom. Le club réserve est pourtant dissout en fin de saison. En conséquence, des équipes traditionnelles comme Manly ou Canterbury, qui avaient laissé leur place aux nouvelles équipes dans la ligue réserve, refont leur apparition.

## Palmarès

### Reserve Grade/Presidents Cup/First Division (1908-2002)
| Année | Vainqueurs           |
| ----- | -------------------- |
| 1908  | Eastern Suburbs      |
| 1909  | Eastern Suburbs      |
| 1910  | Eastern Suburbs      |
| 1911  | Eastern Suburbs      |
| 1912  | Glebe                |
| 1913  | South Sydney         |
| 1914  | South Sydney         |
| 1915  | Balmain              |
| 1916  | Balmain              |
| 1917  | South Sydney         |
| 1918  | Glebe                |
| 1919  | Glebe                |
| 1920  | Glebe                |
| 1921  | Glebe                |
| 1922  | Newtown              |
| 1923  | South Sydney         |
| 1924  | South Sydney         |
| 1925  | South Sydney         |
| 1926  | South Sydney         |
| 1927  | South Sydney         |
| 1928  | Balmain              |
| 1929  | South Sydney         |
| 1930  | Balmain              |
| 1931  | South Sydney         |
| 1932  | South Sydney         |
| 1933  | Balmain              |
| 1934  | South Sydney         |
| 1935  | Eastern Suburbs      |
| 1936  | Western Suburbs      |
| 1937  | Eastern Suburbs      |
| 1938  | St George            |
| 1939  | Canterbury Bankstown |
| 1940  | North Sydney         |
| 1941  | Balmain              |
| 1942  | North Sydney         |
| 1943  | South Sydney         |
| 1944  | Balmain              |
| 1945  | South Sydney         |
| 1946  | Balmain              |
| 1947  | Newtown              |
| 1948  | Newtwon              |
| 1949  | Eastern Suburbs      |
| 1950  | Balmain              |
| 1951  | Newtown              |
| 1952  | South Sydney         |
| 1953  | South Sydney         |
| 1954  | Manly Warringah      |
| 1955  | North Sydney         |
| 1956  | South Sydney         |
| 1957  | Balmain              |
| 1958  | Balmain              |
| 1959  | North Sydney         |
| 1960  | Manly Warringah      |
| 1961  | Western Suburbs      |
| 1962  | St George            |
| 1963  | St George            |
| 1964  | St George            |
| 1965  | Balmain              |
| 1966  | South Sydney         |
| 1967  | Balmain              |
| 1968  | South Sydney         |
| 1969  | Manly Warringah      |
| 1970  | Newtown              |
| 1971  | Canterbury Bankstown |
| 1972  | Canterbury Bankstown |
| 1973  | Manly Warringah      |
| 1974  | Newtown              |
| 1975  | Parramatta           |
| 1976  | St George            |
| 1977  | Parramatta           |
| 1978  | Balmain              |
| 1979  | Parramatta           |
| 1980  | Canterbury Bankstown |
| 1981  | Western Suburbs      |
| 1982  | Balmain              |
| 1983  | South Sydney         |
| 1984  | Balmain              |
| 1985  | St George            |
| 1986  | Eastern Suburbs      |
| 1987  | Penrith              |
| 1988  | Manly Warringah      |
| 1989  | North Sydney         |
| 1990  | Brisbane             |
| 1991  | North Sydney         |
| 1992  | North Sydney         |
| 1993  | North Sydney         |
| 1994  | Cronulla Sutherland  |
| 1995  | Newcastle            |
| 1996  | Cronulla Sutherland  |
| 1997  | Parramatta           |
| 1998  | Canterbury Bankstown |
| 1999  | Parramatta           |
| 2000  | Bulldogs             |
| 2001  | St George Illawarra  |
| 2002  | Bulldogs             |

### NSWRL Premier League (2003-2007)
| Année | Vainqueurs       |
| ----- | ---------------- |
| 2003  | Canberra Raiders |
| 2004  | Sydney Roosters  |
| 2005  | Parramatta       |
| 2006  | Parramatta       |
| 2007  | Parramatta       |

### New South Wales Cup (2008-2015)
| Année | Vainqueurs          |
| ----- | ------------------- |
| 2008  | Wentworthville      |
| 2009  | Bankstown           |
| 2010  | Canterbury          |
| 2011  | Canterbury          |
| 2012  | Newton              |
| 2013  | Cronulla-Sutherland |
| 2014  | Penrith             |
| 2015  | Newcastle           |

### Intrust Super Premiership NSW
| Année | Vainqueurs   |
| ----- | ------------ |
| 2016  | Illawarra    |
| 2017  | Penrith      |
| 2018  | Canterbury   |
| 2019  | Newtown Jets |